# Gmina Lincoln (hrabstwo Adair)
Gmina Lincoln (ang. Lincoln Township) – gmina w USA, w stanie Iowa, w hrabstwie Adair. Według danych z 2020 roku gmina miała 927 mieszkańców.